# Herbert Allen
Herbert Allen (* 31. März 1899 in Shifnal; † 1965) war ein englischer Fußballspieler.

## Karriere
Allen spielte den Großteil seiner Laufbahn im Non-League football, insbesondere für eine Vielzahl von Klubs (Wellington St George, FC Stourbridge, Burton Town, Wellington Town, Oswestry Town) in der Birmingham & District League. Mit Burton gewann er dort 1928 eine Meisterschaftsmedaille und traf im September 1927 beim 3:1-Finalsieg im Staffordshire Qualifying Cup gegen die Stafford Rangers doppelt. Bei Klubs der Football League versuchte sich Allen zwei Mal. Bei Notts County in der First Division, denen er sich im Dezember 1923 anschloss, kam er während seines zweieinhalbjährigen Engagements lediglich im Januar 1924 als Ersatz für Harold Hill bei einem torlosen Unentschieden gegen Preston North End zu einem Einsatz als linker Halbstürmer; ansonsten war er für das Reserveteam in der Midland League aktiv. Beim Drittdivisionär Charlton Athletic blieb Allen, dem attestiert wurde „gute Kenntnisse in der Kunst des Dribblings“ zu besitzen und „ein erstklassiger Scharfschütze“ zu sein, in der Spielzeit 1928/29 gänzlich ohne Einsatz in der ersten Mannschaft.